# شعب لاو

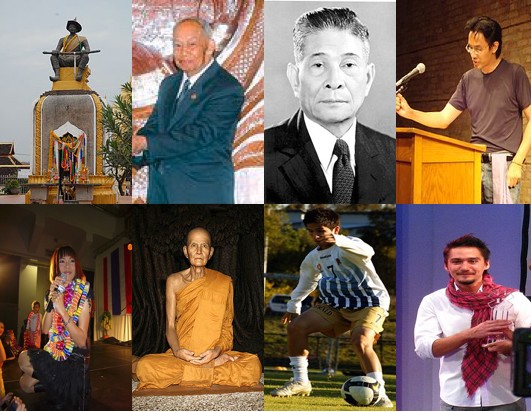
صور تمثل شخصيات من لاو وتاريخها

شعب لاو هم مجموعة إثنية تعود أصولها لشعب تاي الأصلي في جنوب شرق آسيا، الذين يتحدثون لغة من اللغات المسماة كرا دي، التي نشأت في ما هو الآن جنوب الصين. يشكلون الأغلبية الإثنية في لاوس بنحو 53.2% من إجمالي السكان. يلتزم غالبية شعب لاو بتيرافادا البوذية. ويرتبطون ارتباطًا وثيقًا بشعوب تاي الأخرى، وخاصةً مع شعب إسان، الذين يتحدثون أيضًا لغة لاو، لكن تعود جذورهم لتايلاند المجاورة.
في التأريخ الغربي، كان لمصطلحات شعب لاو ولاوس معنى ضعيف. طُبق كلا المصطلحين بصورة غير منتظمة على جميع سكان لاوس عمومًا، باستثناء أو ربما إلى جانب شعب لاو خلال فترات مختلفة من التاريخ. ومنذ نهاية الحكم الفرنسي في لاوس عام 1953، طُبق المصطلح لاو فقط على مجموعة إثنية معينة بينما يشير لاوس إلى أي مواطن من لاوس بغض النظر عن هويته الإثنية. ولا تزال بعض البلدان تخلط بين المصطلحات الواردة في إحصاءاتها.

## الأسماء
أصل كلمة لاو غير مؤكد، على الرغم من أنها قد تكون مرتبطة بالقبائل المعروفة باسم آي لاو التي ظهرت في سجلات عهد أسرة هان في الصين وفيتنام كشعب في مقاطعة يونان الآن.  تضمنت القبائل المنحدرة من آي لاو قبائل تاي التي هاجرت إلى جنوب شرق آسيا.
وفقًا لميشيل فيرلس (2009)، الاسم الإثني والتسمية الذاتية لشعب لاو، الذين ينحدرون من شعب لاوس، مشتق من كلمة أحادية المقطع لكلمة آسترو آسيوية وتعني «إنسان». الشعوب المسماة لاو، التي من المفترض أن تكون أسلاف لاو وبعض سكان تاي كاداي الآخرين، استقروا في الجزء العلوي من تونكين وفي أجزاء من يونان وغوزاو خلال حكم تانغ.
الكلمة الإنجليزية لاوس، استُخدمت بالتبادل مع كلمة لاو في معظم السياقات، وتأتي من لاوتيان الفرنسية. يُميز بين العرق السائد لشمال شرق تايلاند التي تنحدر من لاو عن لاوس عن طريق مصطلح شعب إيسان أو تاي إيسان وهو مصطلح سنسكريتي يعني الشمال الشرقي لكن مصطلح لاو ما يزال قيد الاستعمال.

## المقاطعات الفرعية لشعب لاو
في لاوس، هناك تمييز قليل بين شعب لاو وشعوب تاي الأخرى مع اللغات الواضحة المفهومة للجانبين المجموعة معًا مثل لاو ولوم أو «لولاند لاو». تشترك معظم هذه المجموعات في العديد من السمات الثقافية الشائعة واللهجات أو اللغات المتشابهة، مع وجود اختلافات بسيطة فقط في النبرات، والمفردات، ونطق كلمات معينة، ولكن عادة لا تكفي لإعاقة المحادثة، العديد من هذه المجموعات، مثل نياو وبوثاوي، يعتبرون أنفسهم متميزين، وغالبًا ما يكون لديهم اختلافات في الملابس التي تميزهم.